# اینتربنک
اینتربنک (انگلیسی: İnterbank) شرکت خدمات مالی و بانکداری ترکیه‌ای است، که در سال ۱۸۸۸ تأسیس شد.